# Mai Văn Phấn
Mai Văn Phấn (sinh năm 1955) là nhà thơ Việt Nam. Cho đến năm 2017, các tác phẩm thơ được quốc tế hóa nhiều bậc nhất. Thơ ông đã được dịch ra hơn 40 ngôn ngữ, 34 cuốn thơ và sách dịch xuất bản ở nước ngoài.

## Tiểu sử
Mai Văn Phấn sinh năm 1955 tại Kim Sơn, Ninh Bình, Việt Nam Dân chủ Cộng hòa. Năm 1974, ông nhập ngũ, rồi xuất ngũ năm 1981 và theo học Khoa Phiên dịch tại Trường Đại học Ngoại ngữ Hà Nội. Năm 1983, ông tiếp tục tu nghiệp tại Trường Đại học Sư phạm Maxim Gorky, Minsk (thủ đô của CHXHCN Xô Viết Byelorussia bấy giờ, nay là Trường Đại học Sư phạm Belarus, mang tên nhà văn Maxim Tank).
Ở Việt Nam, Mai Văn Phấn đã xuất bản 19 cuốn sách, gồm các tập thơ, sách phê bình và tiểu luận, sách dịch. (tính đến năm 2024).
Mai Văn Phấn giành giải thưởng văn học Cikada 2017 của Thụy Điển. Giải Cikada được sáng lập năm 2004 và được trao cho các nhà thơ Đông Á, nơi "cảm quan thơ ca của họ chỉ ra tính bất khả xâm phạm của đời sống".
Hiện nay, ông sống và sáng tác tại thành phố Hải Phòng.

## Tác phẩm

### Sách xuất bản tại Việt Nam
• "Giọt nắng" (thơ, Hội Văn Nghệ Hải Phòng, 1992);
• "Gọi xanh" (thơ, NXB Hội Nhà văn, 1995);
• "Cầu nguyện ban mai" (thơ, NXB Hải Phòng, 1997);
• "Nghi lễ nhận tên" (thơ, NXB Hải Phòng, 1999);
• "Người cùng thời" (trường ca, NXB Hải Phòng, 1999);
• "Vách nước" (thơ, NXB Hải Phòng, 2003);
• "Hôm sau" (thơ, NXB Hội Nhà văn, 2009);
• "và đột nhiên gió thổi" (thơ, NXB Văn học, 2009);
• "Bầu trời không mái che" (thơ, NXB Hội Nhà văn, 2010);
• "Thơ tuyển Mai Văn Phấn". NXB Hội Nhà văn, 2011;
•  "hoa giấu mặt" (thơ, NXB Hội Nhà văn, 2012);
• "Bầu trời không mái che" / "Firmament Without Roof Cover" (thơ song ngữ Việt-Anh. NXB Hội Nhà văn tái bản lần hai, 2012). Dịch giả: Trần Nghi Hoàng. Biên tập: Frederick Turner (Hoa Kỳ);
• "Vừa sinh ra ở đó" (thơ, NXB Hội Nhà văn, 2013);
• "Bầu trời không mái che" (thơ song ngữ Việt-Pháp. Tái bản lần thứ 4, bổ sung bản Pháp ngữ "A Ciel Ouvert". Dịch giả: Bùi Thị Hoàng Anh và Jean-Michel Maulpoix (Pháp). NXB Hội Nhà văn, 2013);
• "Zanore në vesë / Những nguyên âm trong sương sớm" (thơ song ngữ Việt-An-ba-ni. NXB Hội Nhà văn tái bản lần hai bổ sung bản Việt ngữ, 2014);
• "The Selected Poems of Mai Văn Phấn" (thơ tuyển tiếng Anh. NXB Hội Nhà văn, 2015);
• "thả" (thơ, NXB Hội Nhà văn, 2015);
• "Không gian khác" (phê bình, tiểu luận. NXB Hội Nhà văn, 2016);
• "Lặng yên cho nước chảy" (thơ, NXB Hội Nhà văn và Công ty Sách Nhã Nam, 2018);
• "Thời tái chế" (trường ca, NXB Hội Nhà văn, 2018);
• "Thời tái chế / Era of Junk" (trường ca song ngữ Việt-Anh.  NXB Hội Nhà văn và Nhà sách Tao Đàn tái bản lần hai, 2019);
• "Nhịp điệu vẽ lối đi" (phê bình, tiểu luận. NXB Hội Nhà văn, 2024);
• "Trong Ơn Gọi" (phê bình, tiểu luận. NXB Đồng Nai và Tủ sách Nước Mặn, 2025).
(Tác giả không viết hoa tiêu đề 3 tập thơ: "và đột nhiên gió thổi", "hoa giấu mặt", "thả")

### Sách xuất bản ngoài Việt Nam
• "Firmament Without Roof Cover" ("Bầu trời không mái che", thơ Anh ngữ. NXB Page Addie Press, Anh quốc, 2010).  Dịch giả: Trần Nghi Hoàng. Biên tập: Frederick Turner (Hoa Kỳ);
• "Những hạt giống của đêm và ngày / Seeds of Night and Day" (thơ song ngữ Việt-Anh. NXB Page Addie Press, Anh quốc; 2013). Dịch giả: Lê Đình Nhất-Lang. Biên tập: Susan Blanshard (Anh quốc);
• "Buông tay cho trời rạng / Out of the Dark" (thơ song ngữ Việt-Anh. NXB Page Addie Press, Anh quốc; 2013). Dịch giả: Nguyễn Tiến Văn. Biên tập: Susan Blanshard (Anh quốc);
• "Zanore në vesë" ("Những nguyên âm trong sương sớm", thơ tiếng An-ba-ni. NXB Botimet M&B của An-ba-ni, 2014). Dịch giả: Gjekë Marinaj (Hoa Kỳ / An-ba-ni);
• "Ra vườn chùa xem cắt cỏ / Grass Cutting in a Temple Garden" (thơ song ngữ Việt-Anh. NXB Page Addie Press of United Kingdom, Australia, 2014). Dịch giả: Lê Đình Nhất-Lang. Biên tập: Susan Blanshard (Anh quốc);
• "Bầu trời không mái che / A Ciel Ouvert" (thơ song ngữ Việt-Pháp. NXB Page Addie Press, Anh quốc, 2014);
• "บุษบาซ่อนหน้า / hidden face flower / hoa giấu mặt" (thơ 3 ngôn ngữ Việt-Thái Lan-Anh. NXB Artist's House, Thái Lan, 2014). Dịch giả: Pornpen Hantrakool (Thái Lan);
• "Yên Tử Dağının Çiçeği" ("Bông hoa Yên Tử" (thơ tiếng Thổ Nhĩ Kỳ. NXB Şiirden Yayincilik, Thổ Nhĩ Kỳ, 2015). Dịch giả: Müesser Yeniay (Thổ Nhĩ Kỳ);
• "आलाप प्रतिलाप" ("Âm vọng của Aalap". Thơ tiếng Hin-đi. NXB Kritya, Ấn Độ, 2016). Dịch giả: Rati Saxena (Ấn Độ);
• "Два крыла / Đôi cánh". Thơ song ngữ Việt-Nga. NXB "Нонпарелъ", Мax-cơ-va, 2016. Dịch giả: Elizaveta Kozdoba và Svetlana Glazunova (Nga);
• "Варијације у кишнојноћи" ("Biến tấu đêm mưa". Thơ tiếng Serbia. NXB Алма, Београд, Cộng hòa Serbia, 2017). Dịch giả: Milutin Đuričković, Milica Miljkovic và Jelena Radulovic (Serbia);
• "Echoes from the Spiral Galaxy" ("Âm vọng từ thiên hà hình xoắn". Thơ tiếng Anh. NXB Mundus Artium Press, Hoa Kỳ, 2017). Dịch giả: Hồ Liễu. Biên tập: Susan Blanshard (Anh quốc);
• "Höstens hastighet" ("Nhịp mùa thu". Thơ tiếng Thụy Điển. NXB Tranan, Thụy Điển, 2017). Dịch giả: Erik Bergkvist và Maja Thrane;
• "সত্যের সন্ধানে" ("Nơi kiếm tìm chân lý". Thơ tiếng Bengali, Ấn Độ). NXB Underground Literature, Kolkata, 2018. Dịch giả: Mousumi Ghosh (Ấn Độ);
• 대양의 쌍둥이 ("Sinh đôi trong đại dương". Thơ tiếng Hàn, in chung với nhà thơ 고형렬 / Ko Hyung-Ryul). NXB 시와 표현 (Poetry & Expression) của Hàn Quốc, 2018. Dịch giả: Bae Yang Soo (Hàn Quốc);
• حيث تتسع السماء ("Nơi trời rộng"). Thơ tiếng Ả-Rập. NXB Alfarasha, Cô-oét, 2019. Dịch giả: Raed Anis Al-Jishi (Ả rập Xê út);
• «Время утиля / Thời tái chế». Trường ca song ngữ Nga-Việt. NXB Центр духовного возрождения Черноземного края, Vô-rô-nhét, Nga, 2020. Dịch giả: Anna Popova. Biên tập: Galina Umyvakina & Anastasia Streletskaya;
• «Ära des Mülls / Era of Junk» ("Thời tái chế"). Trường ca song ngữ Đức-Anh. NXB Shaker Media, Đức, 2020. Dịch giả: Elvira Kujović;
• "Қабоҳат даври" ("Thời đại vô cảm". Thơ tiếng U-zơ-bêk. NXB Янги аср авлоди, 2020). Dịch giả: Maruf Tashpulatov, A'zam Obidov, Go'zal Begim, Zulkhumor Orifjonova, Mirzahid Muzaffar;
• "Kapanahunan ng Basura" ("Thời tái chế"). Thơ tiếng Phi-líp-pin. NXB University of the Philippines Institute of Creative Writing và The Freelipiniana Online Library xuất bản, 2020. Dịch giả: Eden Soriano Trinidad;
• "재 처 리 시 대" ("Thời tái chế"). Thơ song ngữ Hàn-Việt. NXB 이도훈 (Dohun), 2020. Dịch giả: Ahn, Kyong-hwan;
• "और उड़ चला मन पांखी" ("Và trái tim bay đi"). Thơ tiếng Hin-đi. NXB Notion Press, Ấn Độ, 2020. Dịch giả: Neetta Porwal (Ấn Độ);
• „Новогодишно капење„ ("Tắm đầu năm") của Mai Văn Phấn in chung với „Зачуден барут„  ("Thuốc súng hoang mang") của Raed Anis Al-Yishi. Thơ tiếng Macedonia. NXB Center of Culture "Aco Karamanov" Radovish, 2020. Dịch giả: Daniela Andonovska-Trajkovska;
• "लाल आत्माएं" ("Những linh hồn thẫm đỏ"). Thơ tiếng Hin-đi. NXB  Hind Yugm, Ấn Độ, 2021. Dịch giả: Neetta Porwal (Ấn Độ);
• "Ойнинг туғилган куни" ("Ngày sinh của mặt trăng"). Thơ tiếng U-zơ-bêk. NXB Arjumand Media, 2021). Dịch giả: Maruf Tashpulatov, Mansur Jumaev, A'zam Obidov, Go'zal Begim, Zulkhumor Orifjonova, Mirzahid Muzaffar;
• "Улетел на рассвете" ("Bay đi lúc bình minh"). Thơ tiếng Nga. NXB "Четыре" (Saint Petersburg, Nga), 2021. Dịch giả: Svetlana Savitskaya, Anna Popova, Dmitry Burago, Elizaveta Kozdoba, Svetlana Glazunova;
• "Skrottid" ("Thời tái chế"). Thơ tiếng Thụy Điển. NXB Tranan, Thụy Điển, 2022. Dịch giả: Tobias Theander. Biên tập: Erik Bergkvist;
• "Gün doğarkən" ("Mặt trời mọc"). Thơ tiếng Azerbaijan. NXB Bakı, Azerbaijan, 2022. Dịch giả: Afaq Şixli. Biên tập: Əkbər Qoşali;
• "Одлетео у свитање" ("Bay đi lúc bình minh"). Thơ tiếng Serbia. NXB "Центар за културу Врачар" Cộng hòa Serbia, 2024. Dịch giả: Valentina Novković;
• "Esto dijo una cabra" ("Lời con dê"). Thơ 3 câu tiếng Tây Ban Nha. NXB "La Garúa Poesía", Tây Ban Nha, 2024. Dịch giả: Phạm Long Quận (1963 - 2019). Biên tập: Víctor Rodríguez Núñez (Hoa Kỳ - Cuba);
• "Esto dijo una cabra" ("Lời con dê"). Tuyển thơ tiếng Tây Ban Nha. NXB BUAP (Benemérita Universidad Autónoma de Puebla, Mê-hi-cô, 2024. Dịch giả: Phạm Long Quận (1963 - 2019). Biên tập: Víctor Rodríguez Núñez (Hoa Kỳ - Cuba);
• "Where the Lava Flows" ("Nơi nham thạch chảy qua"). Thơ tiếng Anh, in chung cùng nhà thơ Sourav Sarkar (Ấn Độ). NXB "Independently published" Ấn Độ, 2024.

### Sách dịch
• «Если в дороге... дождь... / Nếu trên đường... mưa...». Thơ song ngữ Nga-Việt của Svetlana Savitskaya (LB Nga). Mai Văn Phấn dịch từ tiếng Nga sang tiếng Việt. NXB Học viện N.E. Zhukovsky, Мax-cơ-va, 2021;
• «Назови имя Бога / Xưng danh Thiên Chúa». Tiểu thuyết song ngữ Nga-Việt của Svetlana Savitskaya (LB Nga). Mai Văn Phấn dịch từ tiếng Nga sang tiếng Việt. NXB Học viện N.E. Zhukovsky, Мax-cơ-va, 2023;
• "Giải mã sự dịu dàng". Thơ của Valentina Novković (Cộng hòa Serbia). Mai Văn Phấn dịch từ tiếng Nga sang tiếng Việt. NXB Hội Nhà văn, 2024.

## Giải thưởng
Ông đoạt một số giải thưởng văn học Việt Nam và quốc tế: 
- Giải thưởng "Cuộc thi thơ" tuần báo Người Hà Nội năm 1994;
- Giải thưởng "Cuộc thi thơ" tuần báo Văn Nghệ (Hội Nhà văn VN) năm 1995;
- Giải thưởng Văn học Nguyễn Bỉnh Khiêm (Hải Phòng) các năm 1991, 1993, 1994, 1995;
- Giải thưởng "Hội Nhà văn Việt Nam" năm 2010 (cho tập thơ "Bầu trời không mái che");
- Giải thưởng Văn học Cikada Thụy Điển năm 2017;[1]
- Giải thưởng của Viện Hàn lâm Khoa học và Nghệ thuật Hoàng gia Cộng hòa Serbia năm 2019;
- Giải thưởng của Hiệp hội Dịch giả Văn học Cộng hòa Montenegro năm 2020;
- Năm lần Giải thưởng Văn học Cây bút vàng Liên bang Nga, 2019, 2020, 2021, 2022 và 2023;
- Giải thưởng Aco Karamanov của Cộng hòa Bắc Macedonia năm 2020;
- Giải nhất Lễ hội Sáng tạo quốc tế "Đồng hành vào thế kỷ 21" tại Cộng hòa Bulgaria, 2020;
- Huy chương Ali-Shir Navai'i của năm nước cộng hòa (Kyrgyzstan, Tajikistan, Azerbaijan, Kazakhstan, Uzbekistan) năm 2021;
- Giải thưởng Văn học Quốc tế Sahitto (Banglades) năm 2021;
- Giải thưởng báo Kitob Dunyosi (Uzbekistan) năm 2021;
- Danh hiệu "Hiệp sĩ vàng" của Diễn đàn Văn học quốc tế Slavơ năm 2022;
- Giải thưởng quốc tế "Tập thơ của năm"  tại Bác Ngao (Trung Quốc) năm 2022 (cho tập thơ "Улетел на рассвете");
- Giải thưởng cuộc thi thơ quốc tế "Trái tim tôi ở trên núi" mang tên nhà văn William Saroyan (Armenia), năm 2022;
- Giải thưởng thơ Frederick Turner của NXB Mundus Artium Press (Hoa Kỳ) năm 2023;
- Giải thưởng cuộc thi trực tuyến văn học quốc tế "Nesvizh, tôi dâng tặng Người..." (Belarus) năm 2023;[9]
- Giải thưởng nhà thơ và dịch giả quốc tế xuất sắc 2024, do Trung tâm Dịch thuật Thơ quốc tế (Tứ Xuyên, Trung Quốc) bình chọn.